# Лијепна
Лијепна (рус. Лиепна; лет. Liepna) руско-летонска је река. Протиче преко територије Палкинског рејона на крајњем западу Псковске области. Лева је притока реке Вјаде (притоке Великаје), те део басена реке Нарве, односно Финског залива Балтичког мора. Целом дужином свога тока протиче преко Псковске низије.
У Вјаду се улива на њеном 37 километру узводно од ушћа, као њена лева притока. Укупна дужина водотока је 50 km, а површина сливног подручја око 248 km².